# Chocholatka schovávaná
Chocholatka schovávaná (Sylvicapra grimmia) je malá antilopa obývající západní, střední, východní i jižní Afriku – zkrátka téměř celý africký kontinent na jih od Sahary až na část střední a západní části kontinentu porostlou tropickým deštným lesem. Obecně řečeno obývají lokality s dostatečným vegetačním porostem, který jim poskytuje důležitý úkryt – savany, kopcovité oblasti, včetně oblastí v blízkosti lidských obydlí.

## Popis
Chocholatka schovávaná dorůstá 1,2 m na výšku a 0,7–1,2 m na délku; hmotnost se pohybuje mezi 12 až 15 kg. Samice bývají o něco větší a těžší než samci. Samci mají na rozdíl od samic růžky dorůstající až 11 cm. Na čele má chomáček srsti, velké zašpičatělé ušní boltce a na čenichu černý proužek. Ocas je téměř tmavý, dlouhý zhruba 7–19 cm. Zbarvení srsti této antilopy se hojně mění podle až 19 poddruhů: od kaštanové v zalesněných oblastech Angoly, našedlé v severních savanách a světle hnědé v sušších oblastech; spodní část těla je většinou světlá.

## Způsob života
Chocholatka schovávaná se živí širokou paletou rostlin a živočichů. Základní složku potravy tvoří tráva, listy, ovoce, kořínky, které si vyhrabává pomocí předních končetin, ale také hmyz, obojživelníci, malí ptáci a savci, nepohrdne ani mršinou. Díky tomu, že tvoří velkou část její potravy šťavnatá vegetace, dokáže žít i v oblastech, kde se nenachází žádný vodní zdroj. V období dešťů nemusí pít vůbec, jelikož přijímá vodu z ovoce. V blízkosti lidských obydlí je aktivní v noci, v odlehlejších oblastech ji můžeme spatřit i přes den.
Většinu roku žijí chocholatky schovávané samostatně. Samci, kteří obývají otevřené oblasti, kde mají lepší rozhled, jsou vysoce územní, svá teritoria si značí a pokud do teritoria vnikne cizí samec, dochází k prudkým zápasům. Samice preferuje spíše lokality s hustým vegetačním porostem, kde se může před svými predátory, které tvoří převážně kočkovité šelmy, lépe skrýt. Díky vysoké přizpůsobivosti co se týče území, patří chocholatka schovávaná k nejrozšířenějším africkým antilopám.
Stejně jako mnoho afrických antilop se i chocholatka schovávaná může rozmnožovat po celý rok, kdy je dostatek poravy. Samice rodí jediné mládě po tří až sedm a půl měsíční březosti. Několik prvních dnů je skryto ve vegetaci, kam ho matka chodívá kojit.